# John d'Argyll
Eóin ou John d'Argyll (latin : Johannes de Ergadia) ou John de Lorne, connu également comme John MacDougall (gaélique écossais : Eóin MacDubhgaill ou Iain MacDhùghaill), est un noble écossais du début du XIVe siècle. Il est souvent dénommé maintenant  John Bacach, c'est-à-dire « le faible ou l'estropié », mais ce surnom ne repose sur aucune source contemporaine ou quasi contemporaine. Il fut 5e seigneur de Dunollie et de Lorn.

## Biographie
Eóin ou John est le fils d'Alexandre MacDougall (Alasdair MacDubhgall), seigneur d'Argyll, et d'une fille de John Ier Comyn, seigneur de Badenoch, John apparaît dans les sources en  1291 lorsqu'il jure fidélité au roi  Édouard Ier d'Angleterre. Des attaches familiales de son père et de sa mère, il hérite des fortes sympathies pro-Balliol qui déterminent les positions de sa famille et de lui-même durant la Crise de succession écossaise et la première guerre de succession écossaise. Comme partisan de Balliol dans l'ouest le cœur des domaines des  Bruce, les MacDougalls et les Comyns doivent faire face ensuite aux alliés des Bruces; les MacDonalds, Campbells, les Menteiths, les hommes de Lennox et les Stewarts, qui s'ajoutaient aux propres forces de Bruce comte de Carrick.
Après la déposition du roi Jean Balliol en 1296, le père de John, Alexandre s'oppose au pouvoir de son nouveau suzerain Édouard Ier. La chute de la royauté des Baliol ouvre un conflit entre les MacDougalls et les autres lignées des Highland occidentaux. L'une des plus célèbres actions de John d'après les traditions Gaëliques est le meurtre de Cailean Mór (ou « Sir Colin Campbell »). On ignore la cause du conflit qui éclate à cette époque. Cailean, cousin germain de Bruce était Bayle de Loch Awe et « Ardscotnish », une fonction qui lui avait été donnée soit par le roi Jean Balliol ou Édouard Ier d'Angleterre Quelque temps après en septembre 1296, Cailean est tué lors d'une escarmouche par les hommes de John à un endroit nommé le « Red Ford » à la limite entre le Loch Awe et le Firth of Lorn. En 1299, les forces des MacDougall seraient également responsable de la mort de Alexandre Og Mac-Donadl, seigneur d'Islay.
La famille des MacDougall augmente sa puissance en collaborant avec le roi Édouard Ier pendant que ses rivaux perdent peu à peu leur influence. En 1305 John et son père deviennent tous deux membres du conseil du lieutenant d'Édouard en Écosse Jean de Bretagne. L'année suivante Robert Bruce, comte de Carrick, entre en révolte ouverte contre la couronne anglaise et se proclame lui-même roi d'Écosse. Le nouveau roi Robert Ier est défait par les forces pro-anglaises lors de la bataille de Methven, et se réfugie dans l'ouest. C'est à cette époque en 1306 que  Robert rencontre les forces de John MacDougall qui lui bloque le passage à Tyndrum. Dans ce qui est dénommé la bataille de Dail Righ (« Le champ du Roi »), John défait les forces de Bruce.
L'année suivante Édouard Ier récompense MacDougall en le nommant sheriff d'Argyll et d'Inchegall. Toutefois, MacDougall informe Édouard par lettre en 1307, que la puissance de Robert est en pleine expansion, rendant difficile la coexistence avec lui et que la situation des MacDougall devenait critique. Après une première défaite lors de la bataille de la passe de Brander en 1308, la principale place forte des MacDougall, le château de Dunstaffnage, est prise par les forces de Robert Ier. John s'enfuit en Angleterre tandis que son père fait sa paix avec le roi Robert. En 1310, le père de John le rejoint en Angleterre et tous deux participent à un conseil royal à Westminster. Après la mort de son père en 1310, John reste au service de l'Angleterre les années suivantes. Il prend en charge la flotte anglaises en 1311 et 1314, et en 1315 il conquiert l'île de Man pour le compte de la couronne anglaise. John commence à recevoir une pension d'Édouard II d'Angleterre en 1316. Cette même année il meurt à Ospring dans le Kent, alors qu'il effectuait un pèlerinage à Canterbury. Il laisse le soin au Galwegian Dungal MacDouall (Dungall MacDowall), un ami politique exilé d'Écosse, la charge de ses affaires.

## Union et postérité
John laisse plusieurs fils et filles d'une ou de plusieurs épouses inconnues. Dont :
- Ewen (Eóghan)
- Alan (Ailean)
- Somhairle
- Alexander (Alasdair) Óg
- Mary (Maire)

Il a une fille anonyme qui épouse un certain Patrick Graham.
Le fils aîné de John, Eóghan, revient en Écosse lors de la tentative avortée d'Édouard Balliol de reprendre le trône à partir de 1332. Les MacDougalls réapparaissent en Argyll dans des circonstances inconnues plus tard dans le siècle.
Le petit-fils de John issu de son fils  Ailean, connu sous le nom de John Gallda MacDougall (c'est-à-dire: « l'Étranger »), est
mentionné en 1338. Plus tard, John Gallda s'autoproclame  « Seigneur d'Argyll ».